# Russo-Balt
Russo-Balt, også kaldet Russobalt, er et russisk/lettisk bilmærke. Det var den første russiske virksomhed, som fremstillede biler. Virksomhedens navn henviser til, at koncernen havde fabrikker i det der i dag udgør Letland; bilproduktionen fandt sted på jernbanefabrikken RBVZ i Riga fra 1909 til 1915.

## Historie
Russo-Balt var oprindeligt et industriselskab, men i 1907 bestemte de sig for at fremstille biler. Den første model stod færdig i 1909 under navnet Russo-Balt 24-30. Dette var en åben 2-sæders bil med 30 hestekræfter.
Som mange andre bilmærker fra samme periode, satsede de på bilvæddeløb, og fik gennem dette et godt renommé. I 1913 blev de udnævnt til officiel hofleverandør til kejseren. Fra 1914 begyndte de også at fremstille fly, og samme år havde de fremstillet verdens første deciderede bombefly. Flyet fik navnet Ilja Muromets. Flyet var også verdens største på sin tid, og Igor Sikorsky stod bag konstruktionen.
Efter Oktoberrevolutionen i 1917 aftog produktionen, og de sidste år frem til 1923 blev der stort set kun fremstillet lastbiler og militære køretøjer ved den anden fabrik i Sankt Petersborg.